# Caligula grotei
Caligula grotei är en fjärilsart som beskrevs av Moore 1858. Caligula grotei ingår i släktet Caligula och familjen påfågelsspinnare. Inga underarter finns listade i Catalogue of Life.